# 엘리 로즈
엘리 로즈(일본어: エリーローズ, 영어: Elli Rose, 1986년 9월 25일 ~ )는 일본의 모델, 배우, DJ이다.